# Cerveja na África do Sul
A Cerveja na África do Sul tem uma longa história, com um histórico que remonta ao início do século XVII.

## História
A cerveja sul-africana teve duas principais influências no seu desenvolvimento. Em primeiro, os colonizadores Europeus que colonizaram o país, trazendo a experiência e o know-how de imigrantes holandeses da década de 1650 em diante, e imigrantes britânicos durante os séculos XIX e XX, contribuíram de diferentes maneiras para o conhecimento da produção de álcool.
Outra importante, mas muitas vezes esquecida influência foi o conhecimento indígena. Os grupos Sotho, Zulu e Xhosa produziam cervejas de sorgo muito antes da chegada dos Europeus.
Umqombothi, (Xhosa e Zulu), é uma tradicional cerveja feita no Transkei, a partir de de milho (milho), de malte de milho, o sorgo, malte, levedura e água.

## Atualmente
A África do Sul conta por 34% do mercado de cerveja da África. O consumo de cerveja no país foi de 60 litros per capita em 2012, que é maior do que o de 14,6 litros da média africana, bem como a média global, de 22 litros.
Hoje, a South African Breweries (SAB) controla a vasta maioria do mercado de cerveja, e com a notável exceção dos importados de marcas como Heineken, Guinness e outros, SAB possui e produz todas as grandes marcas do país, além de ser dona de Miller Genuine Draft (Americana), Peroni, Pilsner Urquell e longa lista de outros, o que a torna a segunda maior cervejaria do mundo. Seu produto mais famoso e a valiosa marca Carling Black Label, que é a mais premiada de cerveja no país, com 20 prêmios internationais beer awards.

### Microcervejarias
Um número menor de microcervejarias têm surgido nas últimas décadas, e estes tendem a competir a nível regional. A maior destas á a Mitchell Cervejaria em Knysna; outro é Shongweni Cervejaria perto de Durban, produzindo cervejas exclusivas para a África do Sul. Outro única cervejaria é Mogallywood, cervejaria perto de Magaliesburg que produz cervejas  real ale servido a partir de um barril , sem adicionais de nitrogênio ou dióxido de carbono para pressão.
Outras microcervejarias na África do Sul incluem:

#### Cabo
- Boston Cervejarias
- Dieu Donne
- Jack Black
- Mitchells Cervejaria
- Devils Peak
- Mitchell Cervejaria
- Napier Cervejaria
- Birkenhead Cervejaria
- Stellenbrau Cervejaria
- Triggerfish Cerveja
- Sneeuberg Cervejaria
- Gallows Hill
- Royal Mzansi
- Bierwerk (Afrikan Ales)
- Honingklip
- South Cape Cervejarias Mossel Bay
- Cabo Brewing Company

#### KwaZulu-Natal
- Nottingham
- Shongweni Cervejaria
- Zululand
- Mullerbrau
- Muntinzini Cervejaria

#### Gauteng
- Ale House
- Aces Brew Worx
- SMACK! República Brewing Co.
- Drayman Cervejaria
- Gilroy Cervejaria
- De Garve Cervejaria
- Copperlake Cervejarias
- Mogallywood
- Cockpit
- Mitchell Cervejaria
- Humanbrew (Loxton Lager)

#### Interior
- Ágares Cervejaria
- Bigorna Ale
- Brewhogs Microcervejaria
- Clarens Cervejaria
- Saltos Oco
- Irish Ale House
- Madship Cerveja
- Pilansberg Cervejaria Artesanal
- Baviera Brouery(Orania)
- Grootrivier Brouery(Orania)

#### Outras
- Zwakala Cervejaria, Haenertsburg, Limpopo[3]
- Brauhaus sou Damm, Rustenburg, North West Province[4]
- Esmeralda Vale Brewing Company, Chintsa, No Cabo Oriental[5]
- Tonder Cervejaria em Broederstroom, North West Province
- Tweedronk Cervejaria em Nelspruit, Mpumalanga
- Mogallywood BrewPub em Maanhaarrand 16 km de Magaliesburg, North West Province
- Bridge Street Brewery, em Port Elizabeth Cabo Oriental [6]